# Bardot
Bardot är en fransk biografisk dramaserie från 2023 vars första säsong består av sex avsnitt och hade premiär på SVT Play den 6 april 2023. Serien är skapad och regisserad av Danièle Thompson och Christopher Thompson och handlar om Brigitte Bardots liv.

## Handling
Serien kretsar kring den franska skådespelerskan Brigitte Bardots liv och hennes väg till att bli en superstjärna och sexsymbol. Serien följer Bardot från det hon är femton år och poserar för omslaget till tidningen Elle till inspelningen av  Henri-Georges Clouzots film Sanningen (franska: La Vérité) tio år senare.

## Roller i urval
- Julia de Nunez - Brigitte Bardot
- Victor Belmondo - Roger Vadim
- Géraldine Pailhas - Anne-Marie Mucel, Brigitte Bardots mamma
- Hippolyte Girardot - Louis Bardot, Brigitte Bardots pappa
- Yvan Attal - Raoul Lévy
- Louis-Do de Lencquesaing - Henri-Georges Clouzot
- Noham Edje - Jean-Louis Trintignant
- Fabian Wolfrom - Sacha Distel
- Mikaël Mittelstadt - Gilbert Bécaud